# Détachement motorisé autonome d'Afrique-Équatoriale française
Le détachement motorisé autonome d'Afrique-Équatoriale française (DMA AEF) est une unité militaire française des troupes coloniales stationnée en Oubangui-Chari de 1948 à 1957.

## Création et différentes dénominations
- janvier 1948 : formation du détachement motorisé autonome d'd'Afrique-Équatoriale française
- décembre 1957 : devient 4e régiment colonial interarmes (4e RCIA)

## Historique
Le DMA AEF est créé à Bouar et Baoro le 1er janvier 1948.
Un DMA compte alors en théorie 840 marsouins et 980 tirailleurs sénégalais, répartis dans une compagnie de commandement, un bataillon d'infanterie portée, un escadron de reconnaissance blindé, une batterie d'artillerie tractée, une compagnie du génie, un détachement de transmissions, une compagnie de transport, un escadron de réparation, une compagnie de ramassage sanitaire, un élément de ravitaillement et un peloton d'observation aérienne (avions Morane 500).
En novembre 1950, le DMA de Bouar met sur pied à Douala les 3e et 4e compagnies du bataillon de marche no 2 de l'Afrique centrale française, conjointement avec le régiment de tirailleurs sénégalais du Tchad et le bataillon de tirailleurs du Congo-Gabon
Les 1re et 3e compagnies du DMA interviennent en décembre 1956 en Sanaga-Maritime dans la guerre du Cameroun contre l'UPC
Le DMA AEF est renommé 4e régiment colonial interarmes en décembre 1957 puis 6e régiment interarmes d'outre-mer en décembre 1958.

## Insigne
L'insigne, homologué G.845 en septembre 1951, présente, sur fond blanc, l'ancre des troupes coloniales chargée d'une tête de buffle. Le buffle d'Afrique fait référence à l'implantation du DMA en Oubangui-Chari et illustre la puissance et la rapidité d'intervention.

## Personnalités ayant servi au DMA AEF
- Robert Quilichini, compagnon de la Libération, commandant le DMA en 1948,
- François Sylvestre Sana, militaire et homme politique centrafricain, au DMA de 1955 à 1957.